# Karen Steele
Pour les articles homonymes, voir Steele.
Karen Steele, née le 20 mars 1931 à Honolulu, Hawaï, et morte le 12 mars 1988 à Kingman, Arizona, est une actrice et mannequin américaine.

## Biographie

### Jeunesse
Karen Steele est née à Honolulu, à Hawaï, de Percy Davis Steele, un Bostonien d'ascendance britannique, marine de carrière qui est nommé en 1956 assistant administrateur des îles Marshall.
Sa mère est Ruth Covey Merritt, une Californienne aux origines françaises et danoises. Son enfance dans les îles hawaïennes amène Steele au contact des langues japonaise et polynésienne aussi bien que de l'anglais.
Elle se rend à l'université d'Hawaï et suit des études pour devenir actrice au Rollins College en Floride pendant un an. Ensuite, elle trouve du travail comme mannequin.

### Carrière
Karen Steele est présumée avoir gagné son premier salaire en harponnant des bébés requins dans la crique privée de l'héritière de Woolworth Barbara Hutton.
Son premier travail d'actrice est une pièce radiophonique intitulée Let George Do It. Subséquemment, elle apparaît en 1953 dans les films The Clown et Man Crazy. L'année suivante elle interprète le rôle de Millie Darrow dans l'épisode So False and So Fair de la série télévisée Studio 57.
Son premier film acclamé par la critique est Marty (1955). Elle joue Virginia et a prétendument reçu le rôle parce que le réalisateur, Delbert Mann, l'a confondue avec une actrice new-yorkaise à qui lui et le scénariste Paddy Chayefsky avaient l'intention de le donner,.
À partir de 1957, Budd Boetticher entretint pendant trois ans une relation amoureuse avec Karen Steele. Elle joue dans quatre de ses films : trois du cycle Ranown puis La Chute d'un caïd (1960).
Son personnage dans Survival of the Fattest, un épisode de Max la Menace de 1965, est Mary 'Jack' Armstrong, dite « le plus fort agent ennemi féminin du monde ». C'est une référence à Jack Armstrong, le héros de Jack Armstrong, the All-American Boy (en), une série d'aventures diffusées à la radio de 1933 à 1951.
Comme beaucoup d'autres actrices, lorsqu'elle est devenue plus âgée, elle s'est tournée vers les publicités télévisées. Elle s'est aussi impliquée dans des associations caritatives et des services à la communauté. Au début des années 1970, elle rend visite à des hôpitaux dans le Pacifique Sud. Elle refuse une série qui lui aurait rapporté 78 000 $ pour faire le voyage et perd son agent dans l'histoire. Elle dit à cette époque :

« C'était un acte que je devais faire. »

## Filmographie

### Cinéma
- 1953 : The Clown de Robert Z. Leonard : La blonde
- 1953 : Man Crazy d'Irving Lerner : Marge
- 1955 : Marty de Delbert Mann : Virginia
- 1956 : Je reviens de l'enfer (Toward the Unknown) de Mervyn LeRoy : Polly Craven
- 1956 : Opération requins (en) (The Sharkfighters) de Jerry Hopper : Martha Staves
- 1957 : Bailout at 43,000 de Francis D. Lyon : Carol Peterson
- 1957 : Le vengeur agit au crépuscule (Decision at Sundown), de Budd Boetticher : Lucy Summerton
- 1959 : Le Courrier de l'or (Westbound) de Budd Boetticher : Jeanie Miller
- 1959 : La Chevauchée de la vengeance (Ride Lonesome) de Budd Boetticher : Mme Carrie Lane
- 1960 : La Chute d'un caïd (The Rise and Fall of Legs Diamond) de Budd Boetticher : Alice Scott
- 1962 : Des ennuis à la pelle (40 Pounds of Trouble) de Norman Jewison : Bambi
- 1966 : Cyborg 2087 de Franklin Adreon : Dr Sharon Mason
- 1969 : A Boy...a girl (en) de John Derek : Elizabeth
- 1969 : The Happy Ending de Richard Brooks : Une divorcée

### Télévision
- 1954 : Studio 57 (série télévisée) : Millie Darrow
- 1955 : The Man Who Tore Down the Wall (Téléfilm) : Une infirmière
- 1955 : The Man Behind the Badge (en) (série télévisée) : Peggy
- 1955 : Stage 7 (en) (série télévisée) : Mary Anderson
- 1955 : Medic (série télévisée) : Helen Varecka
- 1955 et 1957 : Climax! (série télévisée) : Gloria / Lee Rogers
- 1956 et 1958 : The Millionaire (en) (série télévisée) : Rita Louise Hanley / Rita Morgan
- 1957 : La Grande Caravane (Wagon Train) (série télévisée) : Sarah Dawson
- 1957 et 1959 : Maverick (série télévisée) : Molly Gleason / Myra
- 1958 : Jefferson Drum (en) (série télévisée) : Madame Faro
- 1958 et 1965 : Perry Mason (série télévisée) : Doris Stephanak / Carina Wileen
- 1959 : Northwest Passage (en) (série télévisée) : Mary Clark
- 1959 : Bat Masterson (série télévisée) : Elsa Dorn
- 1959 : Intrigues à Hawaï (Hawaiian Eye) (série télévisée) : Marian Summers
- 1959-1960 : 77 Sunset Strip (série télévisée) : Candy Varga / Iris / Gabriella Neuman
- 1960 : Riverboat (en) (série télévisée) : Sue Parker
- 1960 : The Alaskans (en) (série télévisée) : Linda Fair / Nora Weber / Ellen Chambers
- 1960 : Tightrope (en) (série télévisée) : Maria Braden
- 1960 : The Deputy (série télévisée) : Julie Grant
- 1960 : Lawman (en) (série télévisée) : Laura Soldano
- 1960 : Bourbon Street Beat (en) (série télévisée) : Barbara Komack
- 1961 : The Roaring 20's (en) (série télévisée) : Mae Dailey
- 1961 : Dante (en) (série télévisée) : Nina
- 1961 : Target: The Corruptors (en) (série télévisée) : Marie Kleberg
- 1961 : Bronco (série télévisée) : Vicky Norton
- 1961 : Ombres sur le soleil (Follow the Sun) (série télévisée) : Doris #2
- 1961 : Bonanza (série télévisée) : Sylvia Ann Goshen
- 1961 et 1962 : Laramie (série télévisée) : Mary Lake / Linda James
- 1961 et 1962 : Surfside 6 (en) (série télévisée) : Jean Pappas / Sylvia Morton
- 1962 : Naked City (série télévisée) : Grace Harvey
- 1962 : Rawhide (série télévisée) : Dolly LeMoyne
- 1962 : Alcoa Premiere (en) (série télévisée) : Sabina
- 1963 : Empire (en) (série télévisée) : Kate Callahan
- 1964 : Adèle (série télévisée) : Rita Noll
- 1965 : Valentine's Day (série télévisée) : Gina Kingsley
- 1965 : McGhee (série télévisée) : Ann Dorsey
- 1965 : The Wackiest Ship in the Army (en) (série télévisée) : Smitty
- 1965 : Le Proscrit (Branded) (série télévisée) : Lorrie Heller
- 1965 : The Long, Hot Summer (série télévisée) (en) : Willow Sterne
- 1965 : Voyage au fond des mers (Voyage to the Bottom of the Sea) (série télévisée) : Cara
- 1965 : A Man Called Shenandoah (en) (série télévisée) : Naomi
- 1966 : Max la menace (Get Smart) (série télévisée) : Mary Armstrong
- 1966 : The Farmer's Daughter (en) (série télévisée) : Unis Vack
- 1966 : Death of Salesman (Téléfilm) : Letta
- 1966 : Star Trek (série télévisée) : Eve McHuron - épisode Trois femmes dans un vaisseau
- 1967 : T.H.E. Cat (série télévisée) : Crystal Pierson
- 1967 : Brigade criminelle (Felony Squad) (série télévisée) : Nina Barnes
- 1967 : Flipper le dauphin (série télévisée) : Fran Whitman
- 1968 : Premiere (série télévisée) : Louise Tratner
- 1969 : Stalag 13 (série télévisée) : Lady Valerie Stanford
- 1970 : Mannix (série télévisée, Saison 3-Episode 18 "L'Or d'Arlequin (Arlequin's Gold)") : Sheila Sprague

### Vie personnelle
Elle a été mariée au réalisateur Budd Boetticher. À la fin de sa vie, elle s'installe à Golden Valley (Arizona) et épouse le Dr Maurice Boyd Ruland, un psychiatre de la clinique Mohave Mental Health. Ils restent mariés jusqu'à ce qu'elle meure, à l'âge de 56 ans, au centre médical régional de Kingman à Kingman (Arizona).